# Bridger Zadina
Bridger Zadina, nome d'arte di Bridger Philip Zadina, (Duluth, 23 marzo 1994) è un attore statunitense famoso per aver recitato nella serie Bosch e nel film Sins of Our Youth.

## Biografia
Bridger Zadina esordisce come attore nel 2008 recitando in un episodio della serie televisiva October Road. In seguito ha recitato in diverse serie tv famose come Law & Order - Unità vittime speciali, Criminal Minds, Numb3rs e CSI: NY. Nel 2011 ha recitato nel suo primo film cinematografico, Terri.
Nel 2013 recita nel film Iron Man 3. Nel 2014 recita nel film Sins of Our Youth insieme ai giovani attori Lucas Till, Joel Courtney e Mitchel Musso.
Successivamente è apparso in altre serie televisive come Non sono stato io, Better Things, Major Crimes e Bosch.
È apparso anche nel mini-show prodotto da Disney Channel, Movie Surfers.
Più di recente, Zadina ha interpretato Mordis nell'adattamento televisivo di Marvels Inhumans. Episodio 3 della stagione 1 "Divide and Conquer".

## Filmografia

### Attore
- October Road – serie TV, episodio 2x11 (2008)
- Law & Order - Unità vittime speciali (Law & Order: Special Victims Unit) – serie TV, episodio 10x14 (2009)
- Criminal Minds – serie TV, episodio 5x02 (2009)
- Numb3rs – serie TV, episodio 6x16 (2010)
- CSI: NY – serie TV, episodio 6x21 (2010)
- Outlaw – serie TV, episodio 1x06 (2010)
- Glory Daze – serie TV, episodio 1x01 (2010)
- Terri, regia di Azazel Jacobs (2011)
- Chase – serie TV, episodio 1x13 (2011)
- Gil's Brother, regia di Corey Bodoh-Creed – cortometraggio (2011)
- Buona fortuna Charlie (Good Luck Charlie) – serie TV, episodio 2x09 (2011)
- That's What I Am, regia di Mike Pavone (2011)
- Beneath the Top Hat, regia di Aton Sanz-Katz – cortometraggio (2011)
- The Glades – serie TV, episodio 2x09 (2011)
- Blunderkind, regia di Zak Mechanic – cortometraggio (2011)
- Grey's Anatomy – serie TV, episodio 8x10 (2012)
- 8, regia di Rob Reiner (2012)
- Body of Proof – serie TV, episodio 2x18 (2012)
- Silverwood: Final Recordings – miniserie tv (2012)
- BlackBoxTV – serie TV, episodi 3x07-4x09 (2012-2013)
- Iron Man 3, regia di Shane Black (2013)
- Panacea, regia di Michael Summers – cortometraggio (2014)
- Workaholics – serie TV, episodio 4x12 (2014)
- Chosen – serie TV, 4 episodi (2014)
- Sins of Our Youth, regia di Gary Entin (2014)
- Annie Undocumented – serie TV (2014)
- Kill or Be Killed, regia di Duane Graves e Justin Meeks (2015)
- Non sono stato io (I Didn't Do It) – serie TV, episodi 1x07-2x11 (2014-2015)
- Kids vs Monsters, regia di Sultan Saeed Al Darmaki (2015)
- Colony – serie TV, episodio 1x02 (2016)
- Better Things – serie TV, episodi 1x07-1x08-1x10 (2016)
- The Machine, regia di Caradog W. James – film TV (2017)
- Disconnected, regia di Anastazja Davis (2017)
- Major Crimes – serie TV, episodio 5x18 (2017)
- Bosch – serie TV, 5 episodi (2017)
- Ripped, regia di Brad Epstein (2017)

### Doppiatore
- The Lord of the Rings: Aragorn's Quest – videogioco (2010)
- God of War: Ghost of Sparta – videogioco (2010)
- Sofia la principessa (Sofia the First) – serie TV, episodio 2x21 (2015)

## Doppiatori italiani
Nelle versioni in italiano delle opere in cui ha recitato, Bridger Zadina è stato doppiato da:
- Mirko Cannella in The Glades
- Federico Bebi in Major Crimes
- Alex Polidori in Bosch